# Olympische Winterspiele 2018/Teilnehmer (Tonga)
| Gelbes Symbol für Goldmedaillen mit stilisierten Olympischen Ringen | Graues Symbol für Silbermedaillen mit stilisierten Olympischen Ringen | Braundes Symbol für Bronzemedaillen mit stilisierten Olympischen Ringen |
| ------------------------------------------------------------------- | --------------------------------------------------------------------- | ----------------------------------------------------------------------- |
| —                                                                   | —                                                                     | —                                                                       |

Tonga nahm bei den Olympischen Winterspielen 2018 in Pyeongchang zum zweiten Mal in seiner Geschichte an Olympischen Winterspielen teil. Bei den Spielen startete mit Pita Taufatofua ein Athlet im Skilanglauf.

## Teilnehmer nach Sportarten

### Skilanglauf
| Athleten        | Wettbewerbe    | Zeit        | Rang |
| --------------- | -------------- | ----------- | ---- |
| Männer          |                |             |      |
| Pita Taufatofua | 15 km Freistil | 56:41,1 min | 114  |